# 天府广场
30°39′27″N 104°03′57″E / 30.657512°N 104.065853°E

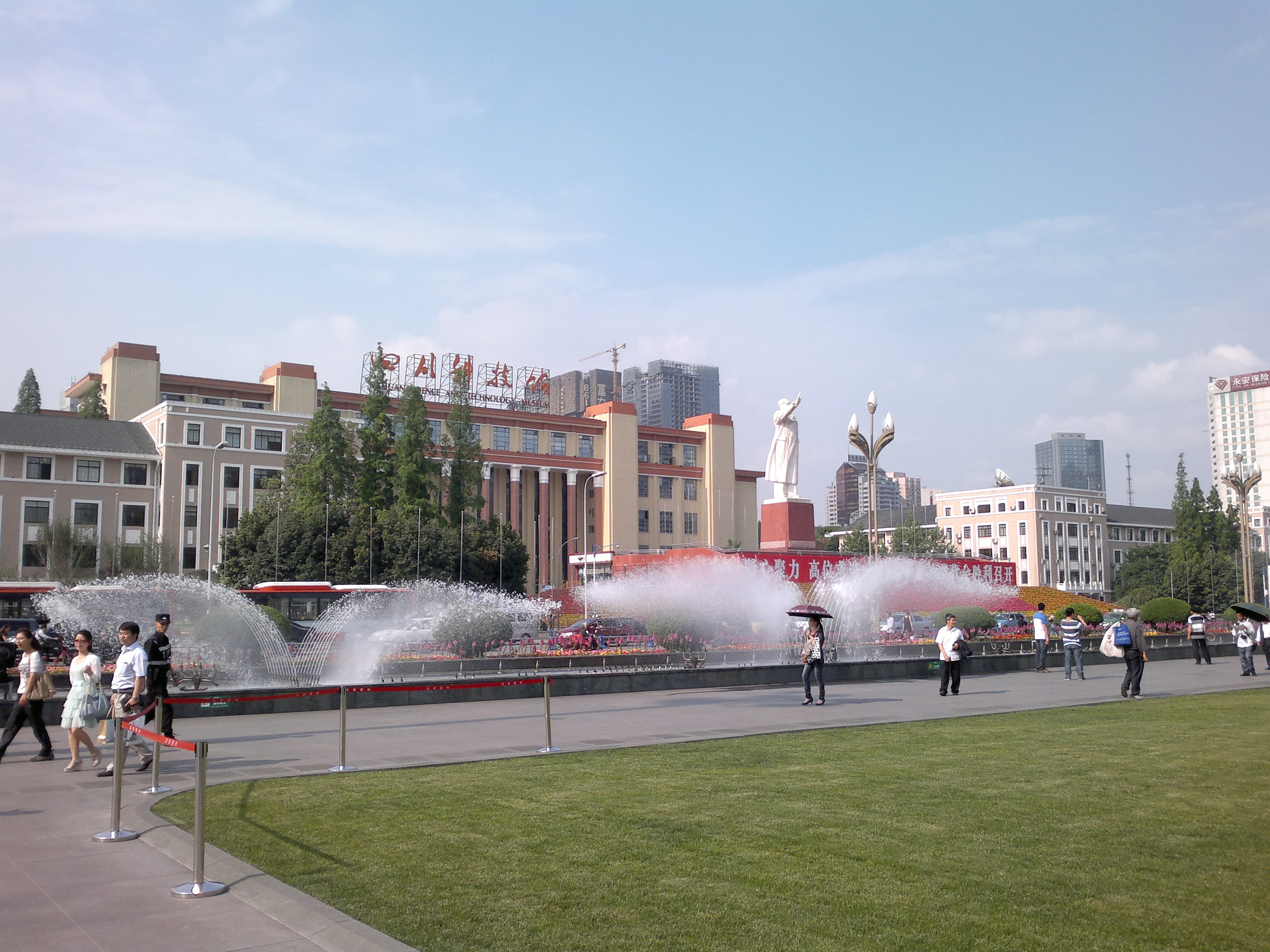
2012年的天府广场：毛主席像及四川科技馆

天府广场是中华人民共和国四川省成都市的一个广场，位于城市中心位置，广场以北为蜀都大道（东西干道），东西为人民中路（南北干道）以南为东御街和西御街（东西干道），面积为88,368平方米。成都地铁1号线和2号线的交汇站天府广场站位于此。历史上，此地为成都皇城。

## 历史

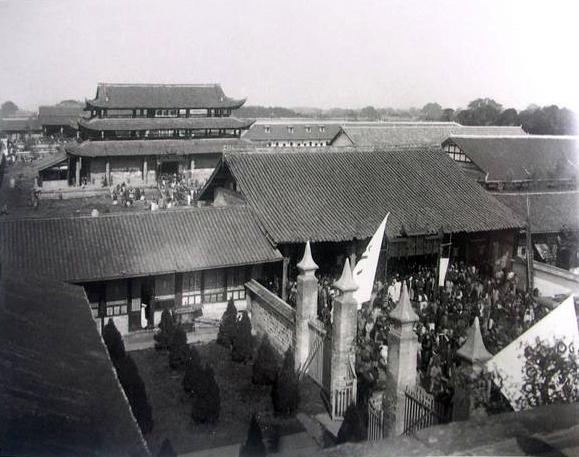
20世纪初的成都皇城

前347年，蜀国开明王九世迁都成都，在成都平原上建立“北少城”（今“天府广场”以北五担山一带）。国王并未采用当时西周正南正北中轴线的营国制度，而是因地制宜、依势傍路地以北偏东约30度的轴线来定位建城。此偏心的“中轴线”以及沿线在后来的秦大城、唐罗城中发展出的方格路网结构，一直沿袭至明初，其间近1700多年未曾改变。
明朝期间，朱元璋封他的第十一个儿子朱椿为蜀王，在前后蜀宫殿遗址基础上，修筑“蜀王府”。到了明末张献忠领导农民起义，建立国号为大西的农民政权，他就以这里作为他的皇城。
清朝建立后，皇城曾被用作进行科举考试的“贡院”。1911年（宣统三年），辛亥革命爆发，武昌宣布独立，四川总督赵尔丰迫于压力，在皇城宣布成立“大汉四川军政府”。
中华人民共和国建立后的1950年代中后期至1960年代中期，包括广场、百货大楼等城市建筑在此处附近修建。“文化大革命”期间，老皇城被炸毁，在原址处修建了四川省展览馆（最初叫做“毛泽东思想万岁展览馆”，现为四川省科技馆）以及巨型毛主席塑像。
1989年學潮爆發，天府廣場成爲成都示威者的主要集聚地，有“小天安门”之称。
1997年，天府广场继续被改造，进行了拓宽工程。清代的皇城清真寺彻底拆毁，周边民居、树木亦被拆除、砍伐。
2000年11月28日，贝氏建筑所一行莅临成都，并对天府广场建设提出构思，其設計造型類似法國盧浮宮外廣場，但此方案最終并未中標。。
2007年，天府广场为配合成都地铁天府广场站的修建及景观建设又进行了一次规模浩大的改造，改造后的广场以太阳神鸟为主题，并建成了当时全国最大的地鐵站。
2011年天府广场再次改造。改造的主要内容包括将广场中央的椭圆形场地改为正圆形，调整照明、绿化等。

## 现状
天府广场已成为了成都的文化商业中心之一。广场北侧自西向东分别有四川省图书馆（新馆，2016年建成）、四川科技馆、四川大剧院（2019年建成），西侧为成都博物馆（新馆，2016年建成），东侧和南侧为在建和已落成写字楼。广场地下负一层为地下商场“天府今站文化广场”，负二层及以下为成都地铁天府广场站。

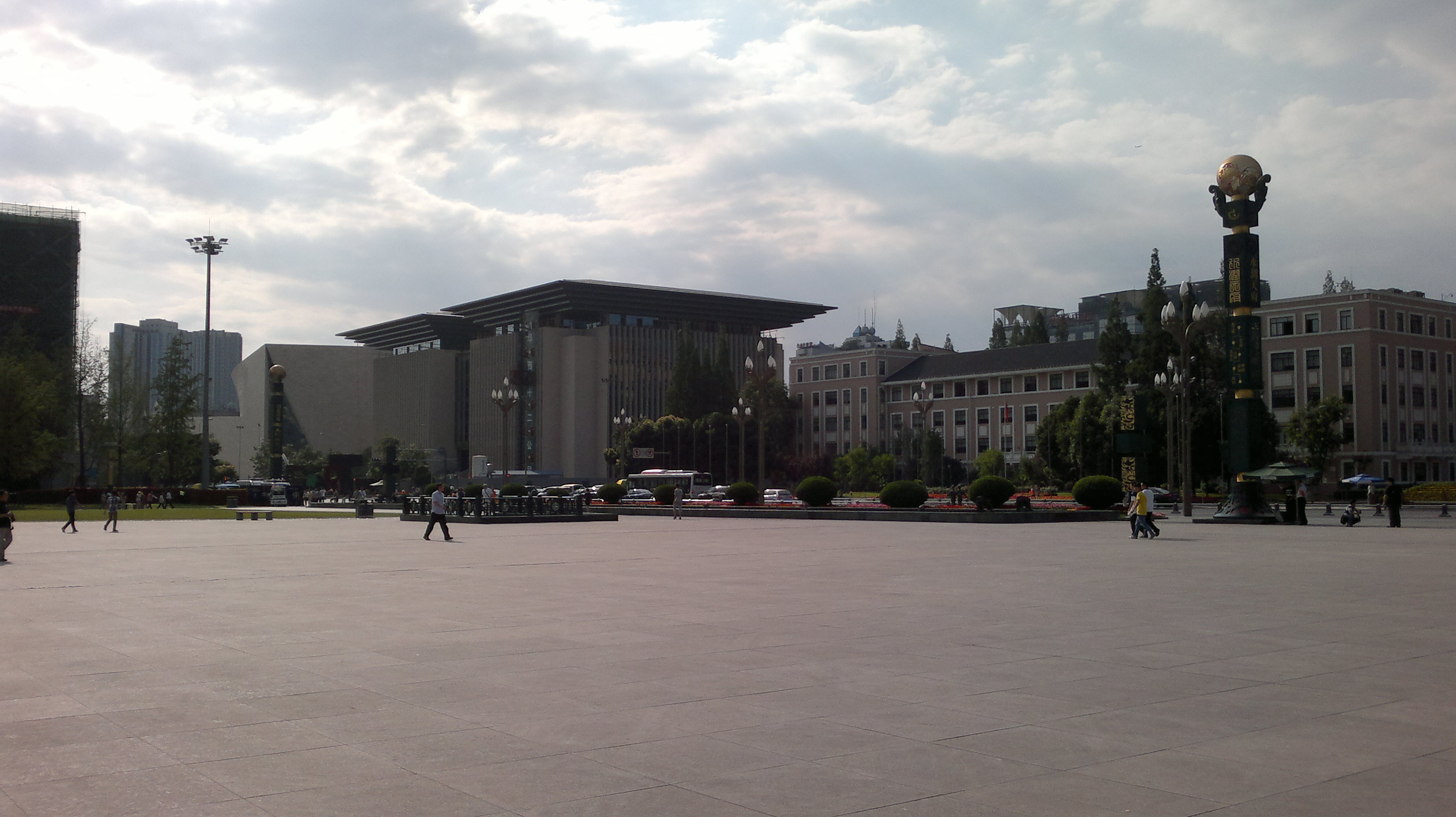
天府广场西北角远眺四川省图书馆
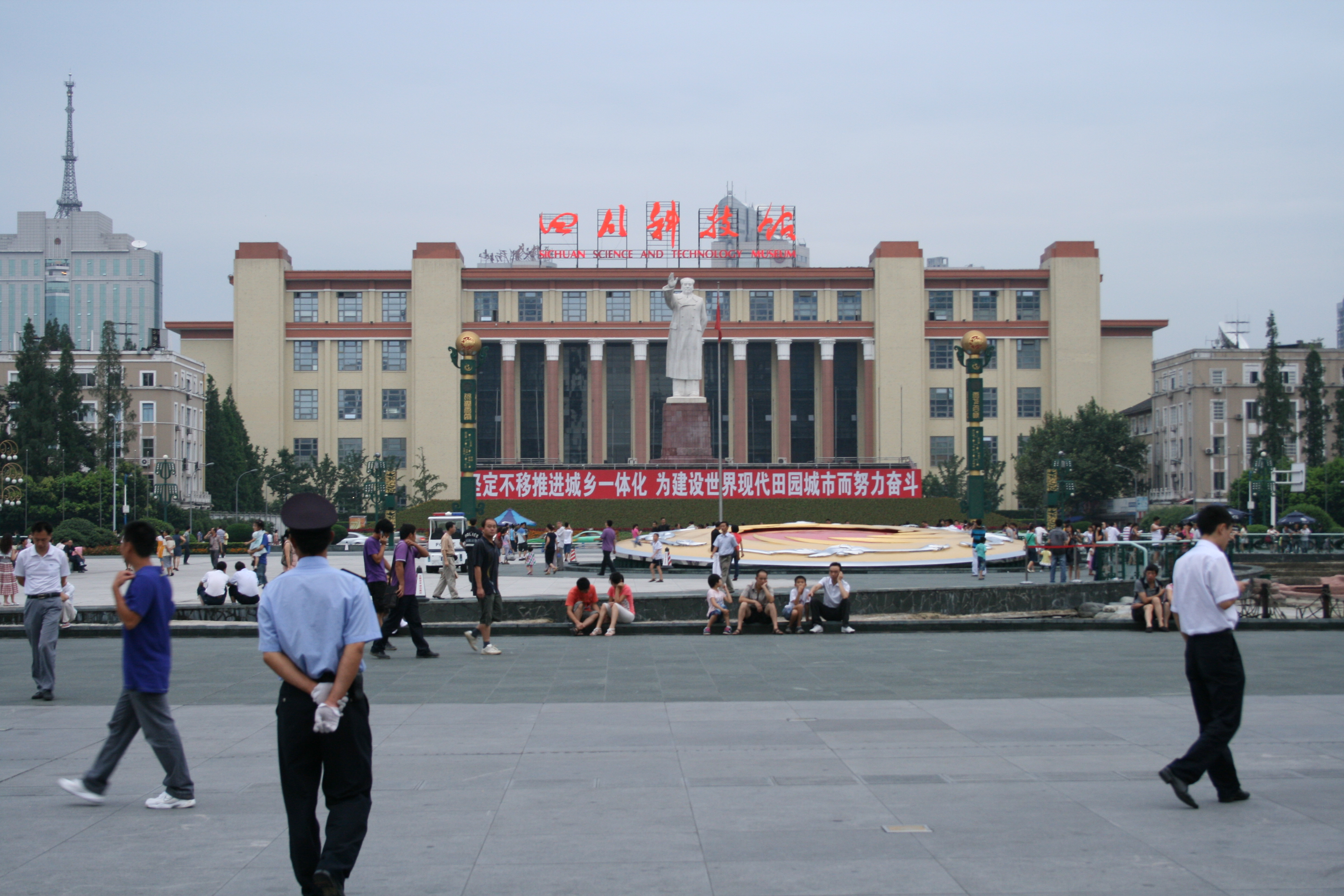
天府广场近景暨四川科技馆前的毛主席像
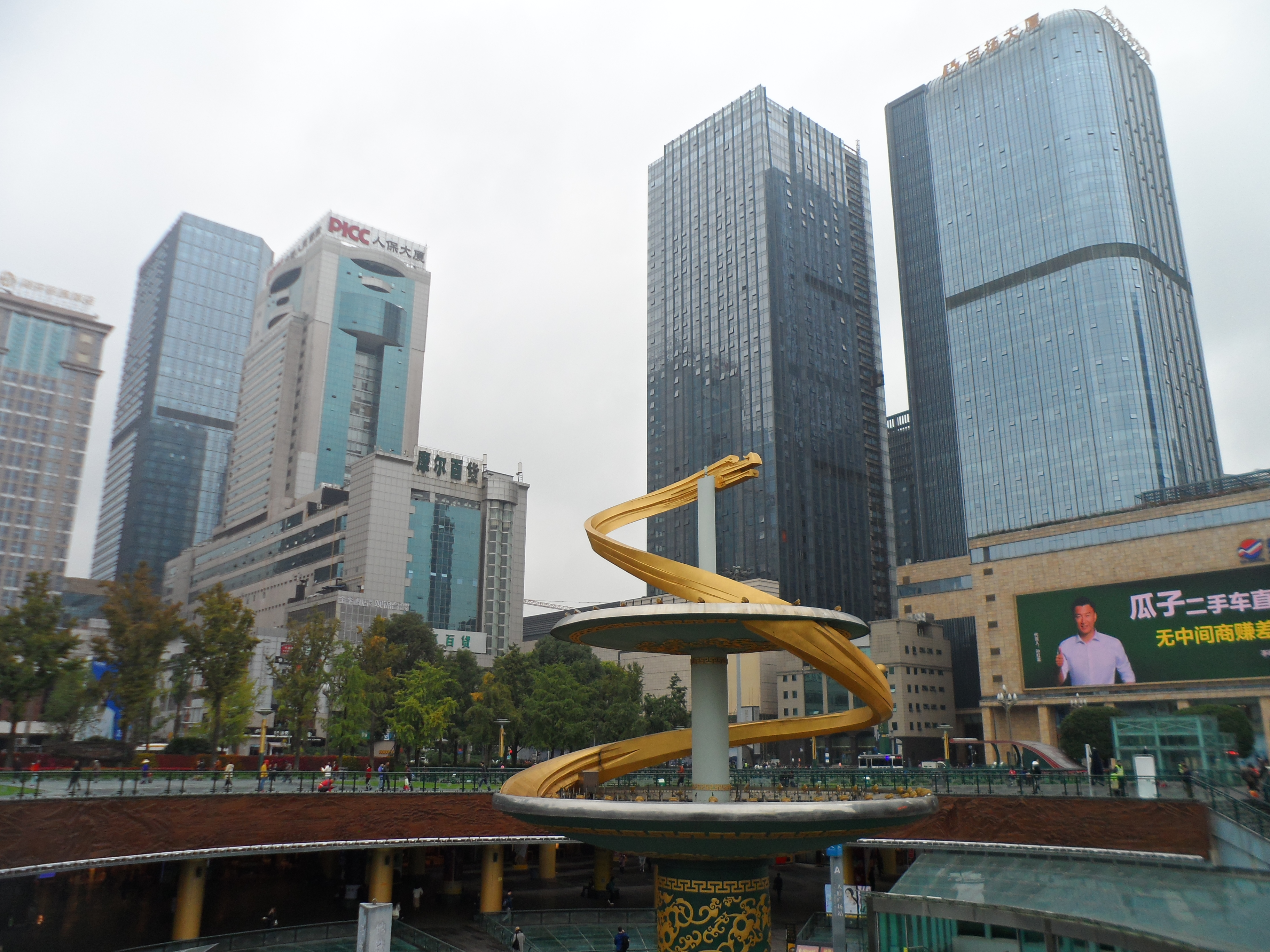
天府广场下沉广场及成都地铁天府广场站
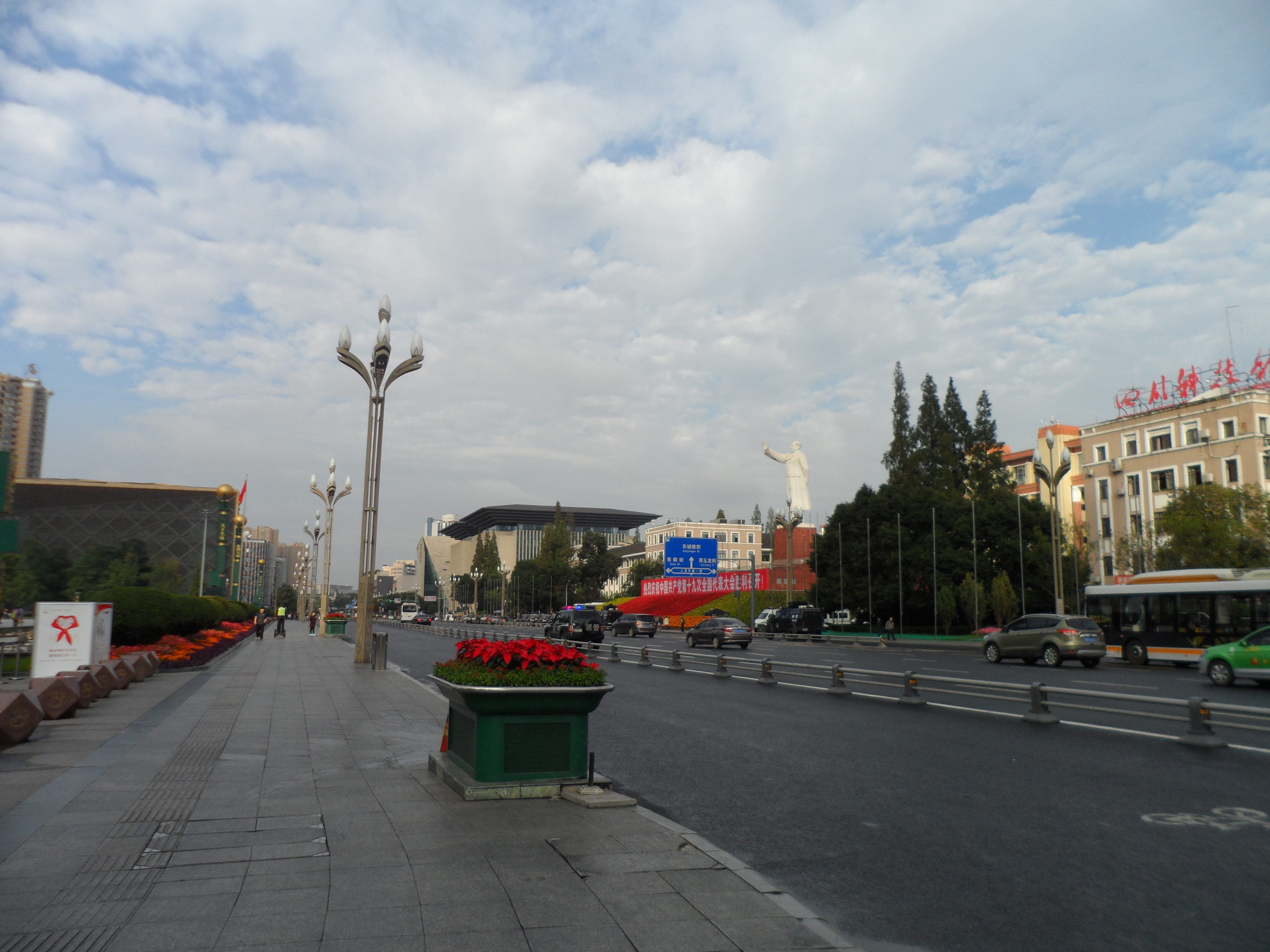
成都天府广场北侧蜀都大道

## 周边
- 四川科技馆
- 成都博物馆新馆
- 四川省图书馆
- 四川省美术馆
- 四川大剧院
- 锦城艺术宫（已关闭）